# Wide Area Augmentation System
WAAS (ang. Wide Area Augmentation System) – amerykański satelitarny system wspomagający system NAVSTAR-GPS. Za pośrednictwem dwóch satelitów geostacjonarnych obejmujących terytorium Stanów Zjednoczonych transmituje do odbiorników GPS poprawki kompensujące błędy jonosfery, zegara i efemeryd. Zwiększa to dokładność wyznaczenia pozycji poziomej przez odbiornik GPS do 2-3 m.
Europejskim odpowiednikiem tego systemu jest EGNOS.